# Парламентарни избори в България (1884)
Парламентарните избори в България през 1884 година са изборите за IV обикновено народно събрание. Те са насрочени с указ на княз Александър № 58 от 28 март 1884 г. Парламентарните избори се провеждат на 27 май и 3 юни същата година и са спечелени от крайните либерали. Избрани са 195 народни представители. Избирателната активност е 28,9%.
След Съединението населението на Източна Румелия избира свои 91 народни представители на 11 и 18 май 1886, които се присъединяват към IV ОНС.

## Резултати
Изборите печели Либерална партия (каравелисти). Разпределението е на Dieter Nohlen.
| Партия                         | Вот | % | Места |
| ------------------------------ | --- | - | ----- |
| Либерална партия (каравелисти) |     |   | 100   |
| Консервативна партия           |     |   | 71    |
| Общо                           |     |   | 171   |